# Лопес, Лисандро Эсекьель
Лиса́ндро Эсекье́ль Ло́пес (исп. Lisandro Ezequiel López; род. 1 сентября 1989, Вилья-Конститусьон) — аргентинский футболист, центральный защитник клуба «Тихуана».

## Биография
Лопес является воспитанником клуба «Чакарита Хуниорс». За основную команду он дебютировал 22 апреля 2009 года в матче против «Тигре». Всего же Лисандро провел за «трехцветных» 24 игры в рамках сезона 2009/10.
В июле 2010 года было объявлено, что Лопес на правах свободного агента заключил контракт с «Арсеналом» из Саранди. В 2012 году он выиграл с клубом Клаусуру чемпионата Аргентины. После матча, в котором «Арсенал» разгромил «Олл Бойз» со счетом 4:0, аргентинец попрощался с болельщиками:

Здесь я провел три блестящих года. Со мной остаются только положительные чувства. Помню, что когда я приходил, мы боролись за выживание, но сейчас перед командой стоят совсем другие задачи. Президент «Арсенала» Хулито Грондона сказал мне, что здесь мой дом, и я знаю, что в какой-то день вернусь. У нас было две цели на конец сезона — набрать 60 очков и остаться в Кубке Аргентины. К счастью, они обе были достигнуты.

24 июня 2013 года Лопес сообщил о том, что переходит в «Бенфику» за 5 миллионов евро. Помимо португальского клуба, на аргентинца также претендовал ещё один «Арсенал» — лондонский, а также «Милан», «Спартак», «Малага» и «Валенсия».
18 января 2018 года Лопес был арендован клубом «Интер» за 500 тыс. евро с первоочередным правом выкупа трансфера за 9 млн евро.
4 августа 2018 года перешёл в «Дженоа» на правах аренды до конца сезона 2018/19. В конце января 2019 года «Дженоа» расторг личный контракт с Лопесом.
30 января 2019 года перешёл в «Бока Хуниорс» на правах аренды.

## Титулы и достижения
- Чемпион Аргентины (2): Клаусура 2012, 2019/20
- Обладатель Кубка Аргентины (1): 2019/20
- Обладатель Кубка Профессиональной лиги Аргентины (1): 2020
- Финалист Кубка Суперлиги Аргентины (1): 2019
- Обладатель Суперкубка Аргентины (2): 2012, 2019
- Чемпион Португалии (2): 2014/15, 2015/16
- Обладатель Суперкубка Португалии (1): 2014